# اولنا یورکوفسکا
اولنا یورکوفسکا (اوکراینی: Олена Юріївна Юрковська؛ زادهٔ ۲۷ سپتامبر ۱۹۸۳) ورزشکار دوگانه، و بازیکن والیبال اهل اوکراین است. یورکوفسکا از قهرمانان ملی اوکراین است.

## زندگی
یورکوفسکا در کولومیا زاده شد.